# Batasio fluviatilis
Batasio fluviatilis är en fiskart som först beskrevs av Day, 1888.  Batasio fluviatilis ingår i släktet Batasio och familjen Bagridae. IUCN kategoriserar arten globalt som livskraftig. Inga underarter finns listade.